# Gina Mancuso-Prososki
Gina Mancuso-Prososki (* 31. Mai 1991 in Bellevue, Nebraska als Gina Mancuso) ist eine US-amerikanische Volleyballspielerin.

## Karriere

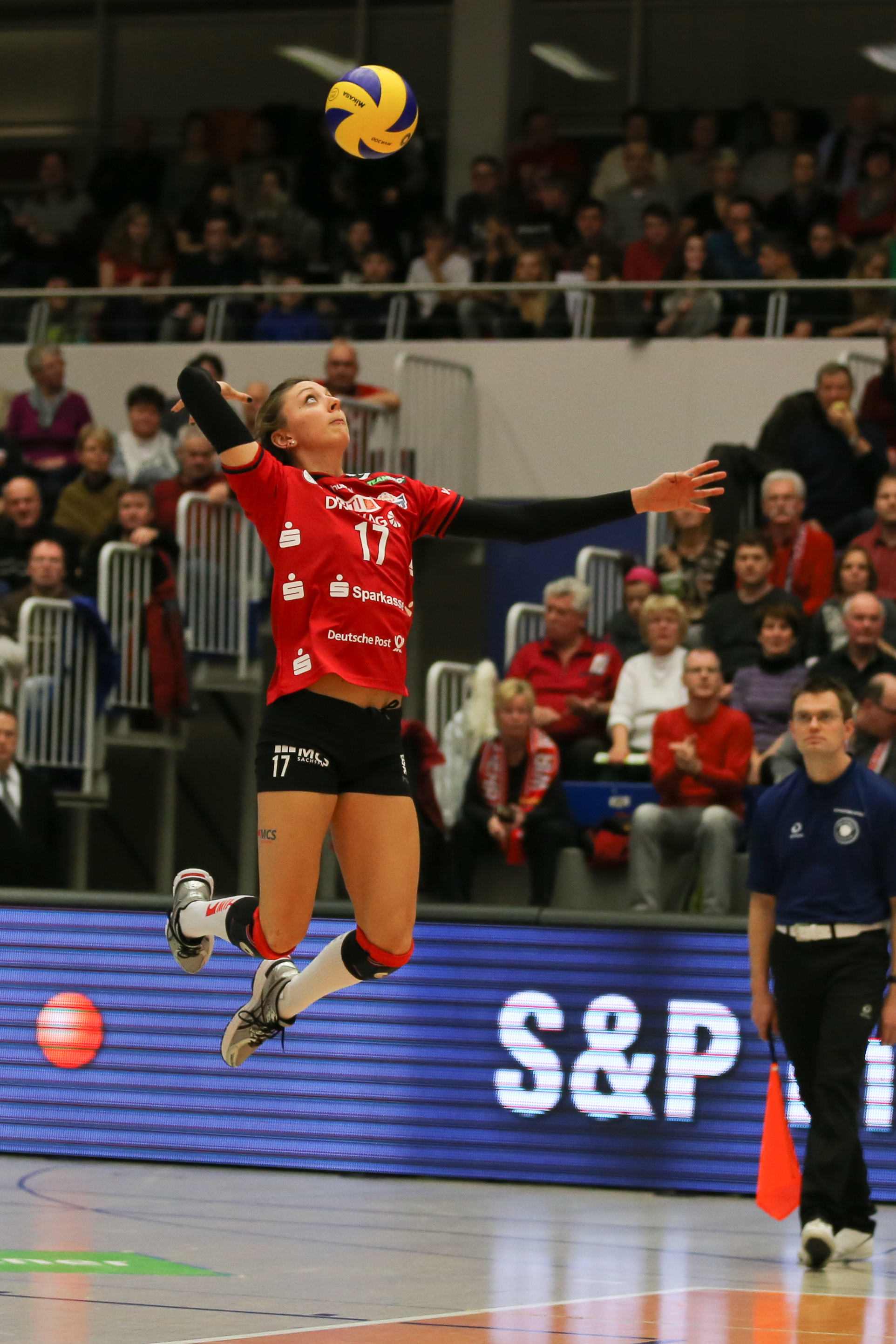
Mancuso beim Bundesligaheimspiel des Dresdner SC gegen Aurubis Hamburg, 2016

Mancuso-Prososki, die auf der Außenangriff-Position agiert, spielte zunächst für das Team der University of Nebraska-Lincoln (2009–2012) und wechselte 2013 zu Rabita Baku, wo sie Meisterin wurde. Für die die Saison 2014/15 wurde sie an den polnischen Verein MKS Dąbrowa Górnicza ausgeliehen.
Im August 2015 wechselte sie zum Dresdner SC, wo sie in ihrer ersten Saison Meisterin und Pokalsiegerin wurde. Nach dem Saisonende und dem Auslaufen ihres Ein-Jahres-Vertrags kam es zwischen Mancuso und dem Dresdner SC zu keiner Einigung bezüglich einer Vertragsverlängerung. Mancuso kehrte in der Folge in ihre Heimat, nach Omaha zurück, wo sie bis Ende Oktober 2016 fit hielt. Im Herbst 2016 unterzeichnete die Außenangreiferin einen Vertrag beim puerto-ricanischen Verein Leonas de Ponce, der ab Januar 2017 Gültigkeit besaß.
Am 1. November 2016 gab der Dresdner SC die vorläufige Rückkehr von Gina Mancuso bekannt. Sie erhielt einen Vertrag, welcher bis zum 17. Dezember 2016 datiert war, und verstärkte das Bundesligateam, welches aufgrund mehrerer Verletzungen in Personalnot geraten war. Den Dresdner Verein verließ Mancuso Ende Dezember 2016 um ihrer Vertragspflicht bei Leonas de Ponce in Puerto Rico nachzukommen. Dort erreichte sie mit dem Team das Play-off-Viertelfinale der Saison 2016/17. Im Januar 2018 wechselte sie für die zweite Saisonhälfte zurück nach Polen zu BKS Profi Credit Bielsko-Biała. Zur Saison 2018/19 wechselte sie nach Indonesien zu Jakarta Pertamina Energi. Dort spielte sie bis 2019 und legte dann eine längere Pause ein. 2022 wurde sie in Puerto Rico von Cangrejeras de Santurce unter Vertrag genommen. Im Juli 2023 ging sie in die USA zurück zum neu gegründeten Team Omaha Supernovas, für das sie in der ebenfalls neu gegründeten Pro Volleyball Federation spielte. Im März 2024 gab sie bekannt, schwanger zu sein und unterbrach ihre aktive Laufbahn. In der Saison 2024/25 ist sie als Assistenztrainerin der Omaha Supernovas aktiv. Im Januar 2025 gab der puerto-ricanische Club Cangrejeras de Santurce die Rückkehr von Mancuso für die 2025er-Saison bekannt.

## Privates
Gina Mancuso-Prososki ist die Tochter des ehemaligen Footballspielers Mike Mancuso und jüngere Schwester von Volleyballspielerin Dani Mancuso, die ebenfalls beim Dresdner SC aktiv war. Mancuso-Prososki ist verheiratet und Mutter eines Kindes.